# Macintosh IIcx

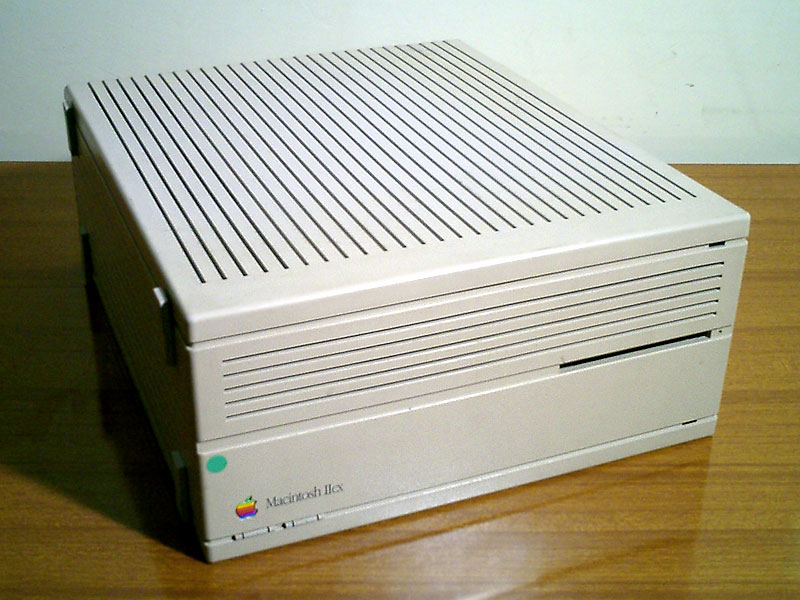
Macintosh IIcx

Macintosh IIcxは1989年、Macintosh IIxの発売の半年後にApple Computerから発売された。筐体デザインは、Macintosh IIを継承しフロッグデザインによるデザイン言語「スノーホワイト」を踏襲した、当時Apple社内のデザイナーであったGavin Ivesterらによるもの。
IIxにより磨きをかけた機種で以前の機種よりもIIcxは静粛だった（同時にファンへ供給する電力が少ない）。NuBusスロットを3つのみと半減させた為、よりコンパクトである。新しい筐体はAppleが横置き又は縦置き両方に対応した唯一の物で、後継機種のMacintosh IIciとQuadra 700にも流用された。縦置きの概念は最初のミニタワー筐体の一つでCEOのジョン・スカリーが机上の占有面積を減らそうと提案した。
IIcxの導入ではジャン＝ルイ・ガセーが観客の前で部品を組み込めるIIcxのモジュラーデザインを実演した。組立、修理がやりやすくなった為、使用者はRAMやNuBusスロットや電源等が螺子止めされずに手軽に設置できることを好んだ。
この機種はMacintosh IIciに置き換えられて廃止された。

## 特徴様
Macintosh IIcxは16MHzのMC68030プロセッサとMC68882 FPUを搭載している。NuBusスロットを3基搭載し、ハードウェアをプラグアンドプレイで拡張できる。
3.5インチのハードディスクドライブ（標準容量は40MBまたは80MB）内蔵モデルが発売された。同時期に発売されたMacintosh SE/30同様に、 キーボードやマウスの接続用にApple Desktop Bus (ADB) を備えている。キーボードは別売で、ADB Appleキーボードまたは Apple拡張キーボードを選択できた。
Macintosh IIcxのロジックボードにはビデオ回路は搭載されておらず、別途NuBusのビデオカード（最大3枚搭載で3画面表示が可能）が必須であった。
日本でも1989年に発売開始され、OSは漢字Talk 6.0が搭載された。